# Datuvahija
Datuvahija (Dâtuvahya) je bio perzijski plemić koji je živio sredinom 6. stoljeća pr. Kr. Njegovo ime zabilježeno je na Behistunskim natpisima gdje se spominje kao otac Megabiza I., koji je bio jedan od sedmorice urotnika koji su 522. pr. Kr. svrgnuli uzurpatora Gaumatu odnosno pomogli Dariju Velikom da zasjedne na prijestolje Perzijskog Carstva. Povijesni dokumenti osim Megabiza I. spominju još četiri generacije Datuvahijinih potomaka; njegovog unuka Zopira koji je sudjelovao u pokoravanju Babilona, zatim Zopirovog sina Megabiza II. koji je bio jedan od najslavnijih perzijskih vojskovođa, njegove sinove Zopira II. i Artifija, te Artifijevog sina Arimu koji je vladao kao namjesnik Licije u doba Kira Mlađeg.

## Poveznice
- Megabiz I.
- Zopir
- Megabiz II.
- Zopir II.

## Vanjske poveznice
- Behistunski natpisi: IV. stupac, 85. redak (Livius.org, preveli: King i Thompson)  Arhivirana inačica izvorne stranice od 28. ožujka 2009. (Wayback Machine)
- Behistunski natpisi (68.), Iran Chamber